# Medieval Lords: Soldier Kings of Europe
Medieval Lords: Soldier Kings of Europe è un videogioco strategico a turni pubblicato nel 1991 per Commodore 64 e MS-DOS dalla Strategic Simulations. Permette di gestire dal punto di vista politico, economico e militare uno stato medievale dell'Europa, Nordafrica o Medio Oriente. Venne progettato da Martin C. Campion, un professore di storia, ed è incentrato su strategia e simulazione, con poco dettaglio estetico, anche rispetto all'epoca in cui uscì.

## Modalità di gioco
Lo scopo è potenziare il proprio dominio, non necessariamente con la conquista; il progresso fatto è indicato da un punteggio complessivo. Al gioco possono partecipare fino a 10 giocatori umani e fino a 6 controllati dal computer con abilità regolabile. Sono in ogni caso sempre presenti 16 stati, anche se non tutti considerati giocanti, e altri territori inizialmente non appartenenti a nessuno. Sono possibili 6 scenari realistici corrispondenti a diversi anni di inizio, dal 1028 in poi, inoltre si possono impostare altre opzioni della partita: durata (da un minimo di 10 turni, al massimo fino all'anno 1530), parte di mappa usata (oriente, occidente o tutto), numero di azioni per turno (3-6), e visibilità delle azioni (tutte, solo di guerra, solo riguardanti i giocatori, solo riguardanti i giocatori umani; influisce molto sulle informazioni mostrate e sulla velocità del gioco).
Il gioco si svolge su una mappa politica divisa in province, visibile una porzione alla volta. Graficamente la mappa è molto semplice, con i confini delle province squadrati, e anche il sonoro è assente. Il controllo avviene tramite menù testuali; non è supportato il mouse e la selezione delle province avviene passando dall'una all'altra con i comandi direzionali.
Ogni provincia è caratterizzata da livelli numerici di forza e di fedeltà della nobiltà e delle città e di forza della burocrazia. Ha anche una propria religione e può essere soggetta a rivolte. Dare supporto ai nobili fornisce aiuti militari a breve termine, mentre supportare le città (che rappresentano la classe media contrapposta ai nobili) e la burocrazia fornisce più guadagni diretti al regnante.
L'aspetto militare è semplificato: si ha un solo esercito che si controlla in blocco spostandolo indifferentemente su tutto il proprio dominio, senza effetti del terreno o limiti di movimento.
Il regnante dello stato, di cui il giocatore rappresenta il consigliere, ha alcune caratteristiche numeriche casuali che influiscono sull'efficacia delle azioni. Ha anche un'età realistica e può morire in maniera casuale ed essere rimpiazzato da un erede.
Un turno di gioco corrisponde a un anno ed è suddiviso in tre fasi: eventi e raccolta tasse, azioni del giocatore, resoconto di fine anno. La prima fase è informativa e oltre a rapporti su stati e province può segnalare specifici eventi, anche storicamente accurati come Crociate e Peste nera. Nella fase di azione si prendono tutte le decisioni importanti; mentre le azioni minori o di tipo informativo si possono eseguire a volontà, ci sono azioni maggiori eseguibili solo in un numero limitato a ogni turno, impostato all'avvio della partita. Le azioni maggiori includono arruolare armate, supportare o sovvertire nobili o città, costruire castelli. Tra le azioni minori ci sono muovere l'esercito, dichiarare guerra, proporre alleanze. Nell'ultima fase si ricevono il punteggio e le informazioni finanziarie, e va fatta la scelta della strategia per sanare eventuali debiti elevati.